# Hosta venusta
 (mars 2023).
 (mars 2023).
Si vous disposez d'ouvrages ou d'articles de référence ou si vous connaissez des sites web de qualité traitant du thème abordé ici, merci de compléter l'article en donnant les références utiles à sa vérifiabilité et en les liant à la section « Notes et références ».
Espèce
Hosta venusta est une espèce de plantes à fleurs de la famille des   Asparagacées, originaire de l'île de Jeju en Corée du Sud, avec quelques populations dans le centre du Japon,. Il peut provenir de populations isolées de Hosta minor sur Jeju remontant à la dernière période glaciaire. C'est un des plus petits hostas et il est résistant au froid jusqu'à la zone 3 de l'USDA. Il tolère l'ombre et convient bien aux rocailles, aux bordures et comme couvre-sol.